# Кастанея (Кардица)
Кастанея (греч. Καστανέα) — деревня в Греции, в области Аграфа. Расположено на высоте 816 м над уровнем моря на восточном берегу водохранилища Тавропос к северу от горы Итамос (1504 м). Относится к общине Кардица в периферийной единице Кардица в периферии Фессалия. Население 196 человек по переписи 2011 года.
До 1940 года называлось Кастанья (греч. Καστανιά).

## Сообщество Кастанея
Сообщество Кастанья (Κοινότητα Καστανιάς) создано в 1912 году (ΦΕΚ 261Α). В 1940 году переименовано в сообщество Кастанея. В сообщество входит три деревни. Население 294 человек по переписи 2011 года. Площадь 34,13 квадратных километров.
| Населённый пункт | Население (2011), человек |
| ---------------- | ------------------------- |
| Кастанея         | 196                       |
| Куцопапулос      |                           |
| Муха             |                           |

## Население
| Год  | Население, человек |
| ---- | ------------------ |
| 1991 | 280                |
| 2001 | 228                |
| 2011 | ↘ 196              |